# Drilaster ohbayshii
Drilaster ohbayshii is een keversoort uit de familie glimwormen (Lampyridae). De wetenschappelijke naam van de soort is voor het eerst geldig gepubliceerd in 1968 door Satô.